# Record de distance à la voile en 24 heures

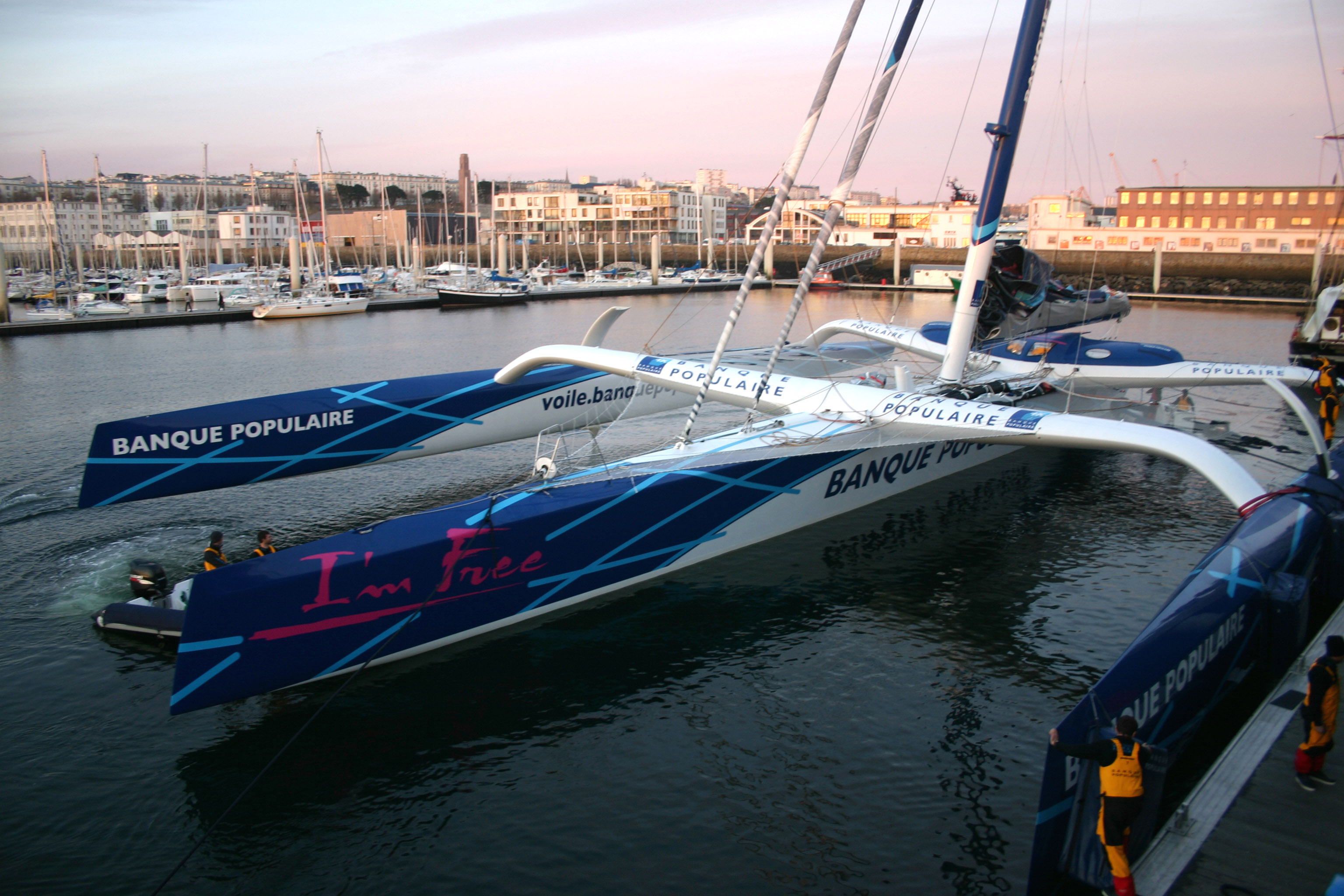
Banque Populaire V, à Brest, en décembre 2009.

Le record de distance à la voile en 24 heures est la plus grande distance parcourue par un bateau propulsé par la force du vent et ce pendant 24 heures. Ce record est le plus souvent battu dans le cadre d'autres records comme le Trophée Jules-Verne ou le record de la traversée de l'Atlantique Nord à la voile notamment.
Différents temps sont pris en compte selon le type de bateau et la nature de l'équipage. Les records sont homologués par le World Sailing Speed Record Council.

Une seule femme a battu aujourd’hui un record des 24h, c’était en 2024 en Mini 6.50.

## Évolution du record

### En équipage

#### Toutes catégories
| Date             | Distance (milles) | Vitesse (nœuds) | Skipper(s)           | Bateau               | Type de bateau       | Équipage     | Cadre du record et lieu                                 |
| ---------------- | ----------------- | --------------- | -------------------- | -------------------- | -------------------- | ------------ | ------------------------------------------------------- |
| 1er août 2009    | 908,2,            | 37,84           | Pascal Bidégorry     | Banque Populaire V   | trimaran de 40 m     | 12 personnes | record de la traversée de l'Atlantique Nord à la voile. |
| 31 juillet 2009  | 854               | 35,58           | Franck Cammas        | Groupama 3           | trimaran de 31,50 m  | 10 personnes | record de la traversée de l'Atlantique Nord à la voile  |
| 20 juillet 2007  | 794               | 33,08           | Franck Cammas        | Groupama 3           | trimaran de 31,50 m  | 10 personnes | record de la traversée de l'Atlantique Nord à la voile  |
| 3 juillet 2006   | 766,8             | 31,95           | Bruno Peyron         | Orange II            | catamaran de 36,60 m | ...          | record de la traversée de l'Atlantique Nord à la voile  |
| 2004             | 706,2             | 29,43           | Bruno Peyron         | Orange II            | catamaran de 36,60 m | ...          |                                                         |
| 2002             | 694,78            | 28,95           | B. Thompson          | Maiden 2 ex Club Med | catamaran de 33,50 m | ...          |                                                         |
| 2001             | 687,17            | 28,63           | Steve Fossett        | PlayStation          | catamaran de 38,10 m | ...          |                                                         |
| 2001             | 655,2             | 27,30           | Grant Dalton         | Club Med             | catamaran de 33,50 m | ...          |                                                         |
| 2001             | 629,5             | 26,23           | Loïck Peyron         | Innovation Explorer  | catamaran de 33,50 m | 13 personnes | Pendant The Race                                        |
| 11 juin 2000     | 625,7             | 26,07           | Bruno Peyron         | Club Med             | catamaran de 33,50 m | 14 personnes | Qualification pour The Race (Atlantique)                |
| 1999             | 590,23            | 24,59           | Steve Fossett        | PlayStation          | catamaran de 32 m    | ...          |                                                         |
| 1994             | 547,3             | 22,80           | Bruno Peyron         | Explorer             | catamaran de 26,20 m | ...          |                                                         |
| 1994             | 540               | 22,50           | Laurent Bourgnon     | Primagaz             | trimaran de 60 pieds | Solitaire    |                                                         |
| 1994             | 524.63            | 21,91           | Olivier de Kersauson | Lyonnaise des eaux   |                      |              |                                                         |
| 1990             | 522.73            | 21,85           | Serge Madec          | Jet Services V       |                      |              |                                                         |
| 1987             | 517               | 21,54           | Philippe Poupon      | Fleury Michon VIII   |                      |              |                                                         |
| 1984             | 512               | 21,33           | Mike Birch           | Formule Tag          |                      |              |                                                         |
| 11 décembre 1854 | 465               | 19,375          | Alexander Newlands   | Champion of the Seas |                      |              |                                                         |
| 1er mars 1854    | 436               | 18,16           | James Nolan Forbes   | Lightning (clipper)  |                      |              |                                                         |

#### Performances notables
Lors de son record du Trophée Jules-Verne en 2011-2012, le Maxi Banque Populaire V aux mains de Loïck Peyron a parcouru 811,70 milles nautiques en 24 h le 3 décembre 2011 à 11h45 TU, affichant 28 jours à plus de 600 milles, dont 9 jours à plus de 700 milles et 1 jour à plus de 800 milles.
Lors de son record du Trophée Jules-Verne en 2009-2010, le trimaran Groupama 3 aux mains de Franck Cammas a parcouru 798 milles nautiques en 24 h le 13 février 2010 à 17h TU, affichant 17 jours à plus de 600 milles, dont 10 jours à plus de 700 milles.
Lors de son record du Trophée Jules-Verne en 2016-2017, le trimaran Idec sport aux mains de Francis Joyon a parcouru 894 milles nautiques en 24 h, affichant 10 jours consécutifs à 809 milles/24 h. Francis Joyon double le cap Horn, 16 jours après avoir accroché la première dépression au large de l'Amérique du Sud, et après une trajectoire de près de 12 000 milles au-dessus de 30 nœuds de moyenne (730,16 milles/24 h sur 16 jours). Il signe alors une progression des performances entre 30 et 40 % par rapport au record à battre de Loïck Peyron 5 ans plus tôt. Quittant les mers du sud avec une avance de 4 j 06 h 35 min sur le précédent record de Loïck Peyron, Francis Joyon et son équipage ont repris l'équivalent de 2 800 milles au record à l'occasion de cet épisode.
Lors de la tentative avortée de 2019 pour le Trophée Jules-Verne, Yann Guichard réalise un nouveau record au passage de l'équateur en 4 jours 19 h 57 min et, grâce à des conditions météo favorables, aligne 4 812,1 milles du 11e au 16e jour, soit 802 milles/jour pendant 6 jours consécutifs.
Lors de la tentative pour le Trophée Jules-Verne, le 5 décembre 2020, Thomas Coville, sur Sodebo Ultim 3, a parcouru 889,9 milles en 24h (37,1 nœuds de moyenne).
Lors de la tentative de 2024 pour le Trophée Jules-Verne, le 21 décembre, François Gabart , sur SVR-Lazartigue, a parcouru 892,2 milles en 24h (37,2 nœuds de moyenne).
Lors du convoyage retour après sa victoire lors de la Transat Jacques-Vabre 2021, Charles Caudrelier bat deux records officieux sur le Maxi Edmond de Rothschild: en entraînement en faux-solo, il fait une pointe à 50,7 nœuds, et parcourt 880 milles en 24h à la vitesse moyenne de 36,6 nœuds. Ce dernier record ne peut être homologué faute de matériel adéquat embarqué à bord.

#### Multicoque de 60 pieds (ORMA)
| Date             | Distance (milles) | Vitesse (nœuds) | Skipper(s)                        | Bateau             | Type de bateau | Équipage | Cadre du record et lieu     |
| ---------------- | ----------------- | --------------- | --------------------------------- | ------------------ | -------------- | -------- | --------------------------- |
| 14 novembre 2007 | 667               | 27,79           | Pascal Bidégorry et Yvan Ravussin | Banque Populaire   | trimaran       | 2        | transat Jacques Vabres      |
| 2006             | 610,45            | 25,44           | Yvan Bourgnon                     | Brossard           | trimaran       | solo     |                             |
| 13 avril 2006    | 597,81            | 24,91           | Yves Parlier                      | Médiatis Aquitaine | hydra-planeur  | 6        | Convoyage Golfe de Gascogne |
| 1994             | 540               | 22,50           | Laurent Bourgnon                  | Primagaz           | trimaran       | solo     | Traversée de l’atlantique   |

#### Monocoque
| Date            | Distance (milles) | Vitesse (nœuds) | Skipper(s)      | Bateau                      | Type de bateau    | Équipage   | Cadre du record et lieu |
| --------------- | ----------------- | --------------- | --------------- | --------------------------- | ----------------- | ---------- | --- |
| 26 mai 2023     | 641,13            | 26,71           | Boris Herrmann  | Team Malizia (IMOCA)        | Monocoque à foils | 4 +1 media | The Ocean Race 2022-2023, 5e étape entre Newport (États-Unis) et Aarhus (Danemark) Non ratifié par le WSSRC car écart trop faible par rapport au record précédent (règle 26.4) |
| 25 mai 2023     | 640,48            | 26,68           | Kevin Escoffier | Holcim-PRB (60 pieds IMOCA) | monocoque à foils | 4          | The Ocean Race 2022-2023, 5e étape entre Newport (États-Unis) et Aarhus (Danemark)                                                                                             |
| 10 juillet 2015 | 618,01            | 25,75           | Ken Read (en)   | Comanche (100 pieds)        | monocoque         | 20         | Transatlantique, à 1 300 milles au large de Newport |
| 29 octobre 2008 | 596,6             | 24,85           | Torben Grael    | Ericsson IV (70 pieds)      | monocoque         | 10         | Durant la 1e étape de la Volvo Ocean Race 2008 |
| 2006            | 562,96            | 23,45           | Sébastien Josse | ABN AMRO TWO (70 pieds)     | monocoque         |            | |
| 2005            | 546,14            | 22,75           | Mike Sanderson  | ABN AMRO ONE (70 pieds)     | monocoque         |            | |
| 2005            | 530,19            | 22,09           | Bouwe Becking   | Movistar 70 pieds           | monocoque         |            | |
| 2003            | 525,7             | 21,9            | Robert Miller   | Mari-Cha IV (en) 140 pieds  | monocoque         |            | |
| 2002            | 484               | 20,16           | John Kostecki   | Intrum Justitia (64 pieds)  | monocoque         |            | |
| 1997            | 449,1             | 18,71           | Lawrie Smith    | Silk Cut (64 pieds)         | monocoque         |            | |
| 1997            | 434,4             | 18,1            | Dennis Conner   | toshiba (64 pieds)          | monocoque         |            | |
| 1994            | 428               | 17,83           | Lawrie Smith    | Intrum Justitia (64 pieds)  | monocoque         |            | |

#### Monocoque60 piedsIMOCA
| Date               | Distance (milles) | Vitesse (nœuds) | Skipper(s)                       | Bateau          | Équipage   | Cadre du record et lieu |
| ------------------ | ----------------- | --------------- | -------------------------------- | --------------- | ---------- | --- |
| 26 mai 2023        | 641,13            | 26,71           | Boris Herrmann (GER)             | Team Malizia    | 4 +1 media | The Ocean Race 2022-2023, 5e étape entre Newport (États-Unis) et Aarhus (Danemark) Non ratifié par le WSSRC car écart trop faible par rapport au record précédent (règle 26.4) |
| 25 mai 2023        | 640,48            | 26,68           | Kevin Escoffier                  | Holcim-PRB      | 4          | The Ocean Race 2022-2023, 5e étape entre Newport (États-Unis) et Aarhus (Danemark)                                                                                             |
| 11-12 mars 2023    | 595,26            | 24,80           | Kevin Escoffier                  | Holcim-PRB      |            | The Ocean Race 2022-2023, 3e étape, au sud de l'Australie, |
| Décembre 2022      | 558               | 23,25           |                                  | Charal          |            | retour de la Route du Rhum (non ratifié) |
| 2018               | 539,71            | 22,49           | Alex Thomson                     | Hugo Boss       | solo       | [ 13 ] |
| 21-22 janvier 2011 | 506,33            | 21,1            | Jean-Pierre Dick et Loïck Peyron | Virbac Paprec 3 | double     | Barcelona World Race 2011. |
| 6-7 décembre 2007  | 501,27            | 20,89           | Alex Thomson et Andrew Cape      | Hugo Boss       | double     | Barcelona World Race, Atlantique 6-7 décembre 2007 15h30 |
| 13-14 juin 1995    | 447,5             | 18,64           | Christophe Auguin                | Sceta-Calberson |            | Retour des États-Unis après BOC Challenge 1994-1995 |

#### MonocoqueClass40
| Date              | Distance (milles) | Vitesse (nœuds) | Skipper(s)                                    | Bateau        | Équipage    | Cadre du record et lieu     |
| ----------------- | ----------------- | --------------- | --------------------------------------------- | ------------- | ----------- | --------------------------- |
| Avril 2024        | 433,53            | 18,06           | Alberto Riva, Jean Marre et Benjamin Schwartz | Acrobatica    | En équipage | transatlantique Niji 40     |
| 2023              | 430,47            | 17,94           | Alberto Bona et Pablo Santurde del Arco       | IBSA          | En double   | Les Sables-Horta            |
| 5-6 juillet 2021  | 428,53,           | 17,86           | Ian Lipinski et Ambrogio Beccaria             | Crédit Mutuel | En double   | Les Sables-Horta-Les Sables |
| 5-6 novembre 2019 | 408,8             | 17,03           | Ian Lipinski et Adrien Hardy                  | Crédit Mutuel | En double   | Transat Jacques-Vabre       |

#### Monocoque Classe Mini 6.50
| Date            | Distance (milles) | Vitesse (nœuds) | Skipper(s)        | Bateau                                       | Type  | Équipage  | Cadre du record                               |
| --------------- | ----------------- | --------------- | ----------------- | -------------------------------------------- | ----- | --------- | --------------------------------------------- |
| 24 juillet 2024 | 322,7             | 13,45           | Caroline Boule    | 1067 Nicomatic                               | Proto | Solitaire | Pendant Les Sables - les Açores - Les Sables  |
| 2 novembre 2023 | 317,25            | 13,21           | Hugues de Prémare | 1033 Technip Energies-International Coatings | Série | Solitaire | Deuxième étape de la Mini Transat             |
| 21 juillet 2022 | 308               | 12,8            | Pierre Le Roy     | 1019 TeamWork                                | Proto | Solitaire | Pendant Les Sables-Les Açores-Les Sables (de) |
| 2010            | 304,9             | 12,70           | Bertrand Delesne  | 754 Prati'Buches                             | Proto | Solitaire | Pendant Les Sables-Les Açores                 |
| 5 novembre 2019 | 291,47            | 12,14           | Floriant Quenot   | 946 Mini Skippy                              | Série | Solitaire | Pendant la Mini Transat                       |

#### Catamaran 20 pieds
| Date               | Distance (milles) | Vitesse (nœuds) | Skipper(s)                       | Bateau      | Équipage  | Cadre du record et lieu |
| ------------------ | ----------------- | --------------- | -------------------------------- | ----------- | --------- | ----------------------- |
| 25-26 juillet 2019 | 403               | 16.8            | Yvan Bourgnon et Mathis Bourgnon | en:Nacra 20 | En double | Océan Atlantique        |

### En solitaire

#### Multicoque
| Date                | Distance (milles) | Vitesse (nœuds) | Skipper          | Bateau                    | Type de bateau                  | Cadre du record et lieu                                        |
| ------------------- | ----------------- | --------------- | ---------------- | ------------------------- | ------------------------------- | -------------------------------------------------------------- |
| 13-14 novembre 2017 | 850,68,           | 35,45           | François Gabart  | MACIF                     | trimaran 100 pieds              | Atlantique Sud, record du tour du monde en solitaire           |
| 2-3 juillet 2016    | 784               | 32,67           | François Gabart  | MACIF                     | trimaran 100 pieds              | tentative avortée sur l'Atlantique Nord                        |
| 7-8 juin 2016       | 718,5             | 29,93           | Thomas Coville   | Sodebo Ultim'             | trimaran 101 pieds              | Océan Atlantique Ouest-Est, retour de la Transat anglaise 2016 |
| 26-27 janvier 2014  | 682,85            | 28,45           | Armel Le Cléac'h | Maxi Banque Populaire VII | trimaran 103 pieds              | Océan Atlantique                                               |
| 30-31 juillet 2012  | 666,2             | 27,75           | Francis Joyon    | IDEC                      | trimaran 95 pieds               | Océan Atlantique                                               |
| 6-7 décembre 2008   | 628,5             | 26,19           | Thomas Coville   | Sodeb'O                   | trimaran 105 pieds              | Océan Indien                                                   |
| 5-6 janvier 2008    | 619,3             | 25,80           | Thomas Coville   | Sodeb'O                   | trimaran 105 pieds              | Océan Indien                                                   |
| 11-12 décembre 2007 | 613,50            | 25,56           | Francis Joyon    | IDEC                      | trimaran 98 pieds               | Océan Indien record du tour du monde à la voile.               |
| 6-7 août 2006       | 610,45            | 25,44           | Yvan Bourgnon    | Brossard                  | trimaran de 60 pieds (ORMA)     |                                                                |
| 18-19 mai 2006      | 586,00            | 24,41           | Yves Parlier     | Mediatis-Region Aquitane  | hydraplaneur catamaran 60 pieds | Golfe de Gascogne                                              |
| 3 juillet 2005      | 542,7             | 22,60           | Francis Joyon    | Idec                      | trimaran 90 pieds               | record du tour du monde à la voile                             |
| 1994                | 540               | 22,50           | Laurent Bourgnon | Primagaz                  | trimaran de 60 pieds (ORMA)     |                                                                |

Performances notables:
Lors du convoyage retour de la Transat Jacques-Vabre 2021, Charles Caudrelier bat deux records officieux avec le bateau : en configuration « faux solo », il fait une pointe à 50,7 nœuds, et parcourt 880 milles en 24 heures à la vitesse moyenne de 36,6 nœuds. Ce dernier record ne peut être homologué faute de matériel adéquat embarqué à bord, et le record de 851 milles réalisé en 2017 par François Gabart à bord de MACIF reste valable. Ce record officieux fait de Maxi Edmond de Rothschild le quatrième bateau le plus rapide sur 24 heures, derrière les 908 milles de Banque Populaire V (2009), les 894 milles d'Idec Sport (2016) et les 889 milles de Sodebo Ultim 3 (2020).

#### Monocoque
Depuis la performance de Dominique Wavre en 2000, tous les records en monocoque en solitaire sont réalisés sur des 60 pieds IMOCA.
Durant le Vendée Globe 2024, le record de distance parcourue en 24 h de l'épreuve tombe de nombreuses fois, il est établi le 27 novembre 2024 par Sébastien Simon à 615,33 miles/24h. 
| Date              | Distance (milles) | Vitesse (nœuds) | Skipper          | Bateau               | Cadre du record et lieu                     |
| ----------------- | ----------------- | --------------- | ---------------- | -------------------- | ------------------------------------------- |
| 27 novembre 2024  | 614,91,           | 25,62           | Sébastien Simon  | Groupe Dubreuil      | Atlantique Sud, Vendée Globe 2024-2025      |
| 25 novembre 2024* | 579,86            | 24,16           | Yoann Richomme   | Paprec Arkéa         | Atlantique Sud, Vendée Globe 2024-2025      |
| 20 novembre 2024* | 551,84            | 22,99           | Yoann Richomme   | Paprec Arkéa         | Atlantique Nord, Vendée Globe 2024-2025     |
| 13 novembre 2024* | 546,60            | 22,78           | Nicolas Lunven   | Holcim-PRB           | Atlantique Nord, Vendée Globe 2024-2025     |
| 4 décembre 2023   | 539,58            | 22,48           | Thomas Ruyant    | For People           | Retour à la Base                            |
| 20 juillet 2018   | 539,71            | 22,49           | Alex Thomson     | Hugo Boss            | Atlantique Nord, convoyage New York-Gosport |
| 16 janvier 2017   | 536,81            | 22,36           | Alex Thomson     | Hugo Boss            | Atlantique Nord, Vendée Globe 2016-2017.    |
| 9 décembre 2012   | 534,48            | 22,27           | François Gabart  | Macif                | Océan Indien, Vendée Globe 2012-2013        |
| 9 décembre 2012   | 517,23            | 21,55           | Jean-Pierre Dick | Virbac Paprec 3      | Océan Indien, Vendée Globe 2012-2013        |
| 9 décembre 2012   | 506,95            | 21,12           | Bernard Stamm    | Cheminées Poujoulat  | Océan Indien, Vendée Globe 2012-2013        |
| 30 novembre 2012  | 502,53            | 20,94           | Jean-Pierre Dick | Virbac Paprec 3      | Atlantique Sud, Vendée Globe 2012-2013      |
| 11 décembre 2003  | 468,72            | 19,53           | Alex Thomson     | AT Racing            | Atlantique Nord                             |
| 2001              | 467,7             | 19,48           | Bernard Stamm    | Armor Lux            |                                             |
| 2000              | 430,7             | 17,94           | Dominique Wavre  | Union Bancaire Prive |                                             |

* record non homologué par le WSSRC.

##### Monocoque 6.50
| Date            | Distance (milles) | Vitesse (nœuds) | Skipper           | Bateau                                       | Type  | Cadre du record                            |
| --------------- | ----------------- | --------------- | ----------------- | -------------------------------------------- | ----- | ------------------------------------------ |
| 2 novembre 2023 | 317,25            | 13,21           | Hugues de Prémare | 1033 Technip Energies-International Coatings | Série | Deuxième étape de la Mini Transat          |
| 21 juillet 2022 | 308               | 12,8            | Pierre Le Roy     | 1019 Teamwork                                | Proto | Les Sables-Les Açores-Les Sables (de)      |
| 5 novembre 2019 | 291,47            | 12,14           | Floriant Quenot   | 946 Mini Skippy                              | Série | Pendant la Mini Transat                    |
| 2010            | 304,9             | 12,70           | Bertrand Delesne  | 754 Prati'Buches                             | Proto | Pendant les Sables-Les Açores - Les Sables |